# Cabanes (Castellón)

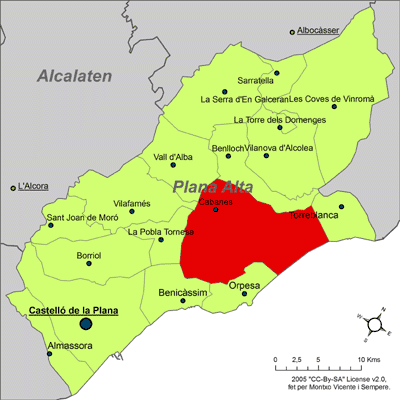
Położenie gminy na mapie comarki Plana Alta.

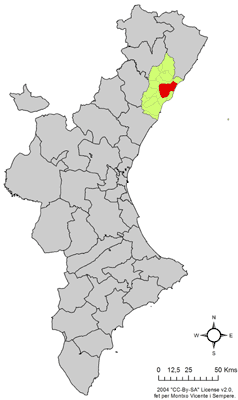
Położenie gminy na mapie Walencji.

Cabanes de l'Arc – gmina w Hiszpanii, we wspólnocie autonomicznej Walencja, w prowincji Castellón, w comarce Plana Alta.
Powierzchnia gminy wynosi 131,6 km². Zgodnie z danymi INE, w 2005 roku liczba ludności wynosiła 2659, a gęstość zaludnienia 20,21 osoby/km². Wysokość bezwzględna gminy równa jest 290 metrów. Współrzędne geograficzne gminy to 40°9'21"N, 0°2'43"E. Kod pocztowy do gminy to 12594. Obecnym burmistrzem gminy jest Artemio Siurana García z Hiszpańskiej Partii Ludowej.

## Dzielnice ipedanías
W skład gminy wchodzi dziewięć dzielnice i pedanías, walencyjskich jednostek administracyjnych:
- El Borseral
- El Empalme
- El Polido
- El Ventorrillo
- La Font Talla
- Les Santes
- Mas d'Enqueixa
- Torre la Sal
- Venta de San Antonio-Estación

## Demografia
| 1990  | 1992  | 1994  | 1996  | 1998  | 2000  | 2002  | 2004  | 2005  |
| ----- | ----- | ----- | ----- | ----- | ----- | ----- | ----- | ----- |
| 2.614 | 2.458 | 2.489 | 2.364 | 2.366 | 2.359 | 2.461 | 2.589 | 2.659 |